# Cecilia Krieger
Pour les articles homonymes, voir Krieger.
Cypra Cecilia Krieger Dunaij (9 avril 1894 à Jasło- 17 août 1974) est une mathématicienne polonaise. Elle nait à Jasło en Galicie, dans l'empire autrichien, aujourd'hui ville polonaise. Ses parents, Moses et Sarah Krieger, étaient négociants. Cécila a été élevée dans une famille de cinq enfants; elle avait, en effet, deux frères et deux sœurs. Cecilia Krieger a fréquenté l'école en Pologne jusqu'en 1919, puis a intégré l'université de Vienne pour y étudier la physique mathématique. Le prix Krieger-Nelson, par lequel la Société mathématique du Canada récompense annuellement depuis 1995 les recherches de femmes mathématiciennes, a été nommé en son honneur ainsi qu'en celui d'Evelyn Nelson.

## Biographie
La persécution des juifs a transformé la vie de la famille Krieger en un enfer, ce qui pousse son frère Samuel à envoyer sa mère et ses sœurs au Canada. En 1920, quand la famille arrive dans ce pays, Cecilia intègre l'université de Toronto. Ce n'est pas simple pour elle car elle parle à peine anglais et  doit travailler dans une auberge pour payer ses études.  Malgré ces difficultés, elle obtient son diplôme de Bachelier en 1924 et son Master en 1925. 
Elle reste ensuite à l'université pour continuer des recherches sous la direction de W. J. Webber. Sa thèse de doctorat a pour thème la sommabilité des suites trigonométriques avec des propriétés localisées - sur des constantes de Fourier et des facteurs de convergence doubles séries de Fourier et est éditée en deux parties, la première en 1928 et la seconde en 1930. Quand elle devient docteure de l'université de Toronto, Cecilia Krieger est, dans tout le Canada, la troisième femme titulaire d'un doctorat et la première mathématicienne.
Cecilia Krieger passe une année à l'université de Göttingen au cours de laquelle elle travaille pour soutenir financièrement ses sœurs, leur père étant décédé dans un accident de voiture. Pendant la Seconde Guerre mondiale, elle prend soin d'une famille juive réfugiée au Canada.
En 1942, elle est promue professeure assistante et continue à enseigner à l'université dans les départements de mathématiques et de technologie jusqu'en 1962. Elle épouse en 1953 Zygmund Dunaij, survivant juif des camps nazis, exilé au Canada. Après sa retraite officielle, Cecilia Krieger continue à enseigner à l'université de Toronto, jusqu'au décès de son mari en 1968. Après quoi, elle enseigne à Upper Canada College jusqu'à sa mort en 1974, à l'âge de 80 ans,,,,.

## Œuvres
Cecilia Krieger est surtout connue pour sa traduction anglaise de l'introduction de Sierpinski à la topologie générale (1934 et 1952).  Dans ce dernier livre, elle a écrit une annexe de 30 pages sur la théorie des cardinaux et des ordinaux infinis.  On doit également mentionner son travail pour la Fédération canadienne des femmes diplômées des universités.  Elle a fortement soutenu des femmes pouvant réussir en mathématiques, mais quand on lui demandait la véritable chance qu'avait une femme de réussir, elle répondait : « Ça dépend d'elle ! ».